# Finsko na Letních olympijských hrách 2020
Finsko na Letních olympijských hrách 2020 reprezentovalo 45 sportovců v 11 sportech.

## Medailisté
| Medaile | Jméno          | Sport   | Disciplína      | Datum        |
| ------- | -------------- | ------- | --------------- | ------------ |
| Bronz   | Matti Mattsson | Plavání | Muži 200 m prsa | 29. července |
| Bronz   | Mira Potkonen  | Box     | Ženy lehká váha | 5. srpna     |